# Steve Toltz
Steve Toltz, né en 1972 à Sydney, est un romancier australien. 

## Biographie
Steve Toltz est diplômé de l'université de Newcastle en 1994. Son premier roman, Une partie du tout (A Fraction of the Whole), est nommé en 2008 pour le prix Booker. Il a exercé divers métiers (cadreur, professeur d'anglais, responsable de télémarketing, agent de sécurité, détective privé), réalisé des courts-métrages et écrit des scénarios. Il vit aujourd'hui à New York.

## Œuvres

### Romans
- Une partie du tout, Belfond, 2009 ((en) A Fraction of the Whole, 2008)
- Vivant, où est ta victoire ?, Belfond, 2016 ((en) Quicksand, 2015)
- (en) Here Goes Nothing, 2022

### Autres
- N'importe où, hors du monde (2011) (Weepers Circus). Il s'agit d'un livre-disque dans lequel participent une quarantaine d'invités aux titres d'auteurs ou d'interprètes : Steve Toltz y signe un texte inédit (non mis en musique) consacré à sa propre interprétation de ce titre énigmatique de N'importe où, hors du monde.